# 上海市光华中西医结合医院
上海市光华中西医结合医院同時掛名上海中醫藥大學附屬光華醫院，簡稱光華醫院，是位於中華人民共和國上海市長寧區的一家三级甲等专科醫院。

## 歷史
1958年，上海市税工疗养院、仁爱医院、乐仁医院合并組建法华医院。1964年更名為光華醫院。1983年確定為中西醫結合試點醫院。2012年9月，光华医院成为长宁区首家三级甲等专科医院。2014年7月，光华医院掛牌上海中醫藥大學附屬光華醫院。

## 外部連結
- 官方网站